# Jardín Botánico de Antigua

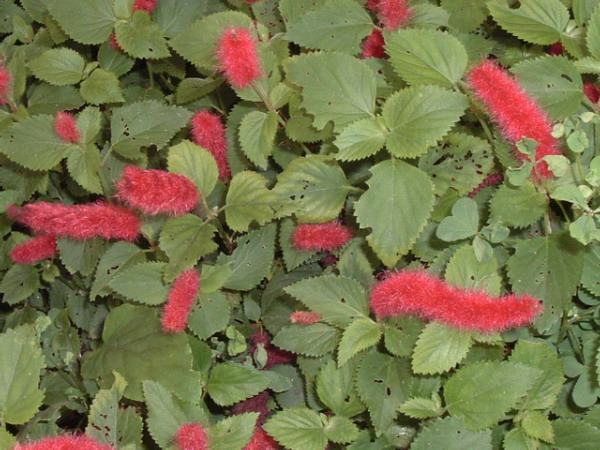
Rabo de gato Acalypha chamaedrifolia especie nativa de Antigua y Barbuda.

El Jardín Botánico de Antigua en inglés: Antigua Botanic Gardens, es un jardín botánico de varios acres de extensión, que se encuentra en Saint John's, Antigua y Barbuda. Depende administrativamente del Ministerio de Agricultura de este país caribeño.

## Localización
Se encuentra ubicado cerca del edificio del Parlamento en St Johns, situado cerca de la intersección de Factory Road y de Independence Avenue. 
Antigua Botanic Gardens, Ministry of Agriculture, Nevis Temple Street, Saint John's, Antigua y Barbuda

## Historia
El jardín botánico abrió en 1888 en una localización temporal diferente a la actual. En 1893 se trasladó a su localización permanente. 
Después de un periodo de 50 años de funcionamiento fue cerrado al público en 1950. 
Tuvo un periodo de restauración y acondicionamiento de 30 años siendo una de las mayores atracciones de St Johns durante las décadas de 1980 y 1990.
A finales de la década de 1990 fue muy dañado por un huracán. Una vez restaurado actualmente nos muestra todo su esplendor. 

## Colecciones
Este jardín botánico alberga plantas nativas de Antigua, para su preservación sobre todo de las que están amenazadas o en peligro de extinción por la pérdida de su hábitat, así como en las plantas de interés económico en cultivos de la isla para su mejora. También tienen animales